# 路德维希·达姆施泰特
路德维希·达姆施泰特（英語：Ludwig Darmstaedter，1846年8月9日—1927年10月18日）是一位德国化学家和科学史家，师从罗伯特·威廉·本生和埃米尔·埃伦迈尔，曾对綿羊油的组成和人工合成进行了研究。